# Goldene Bulle

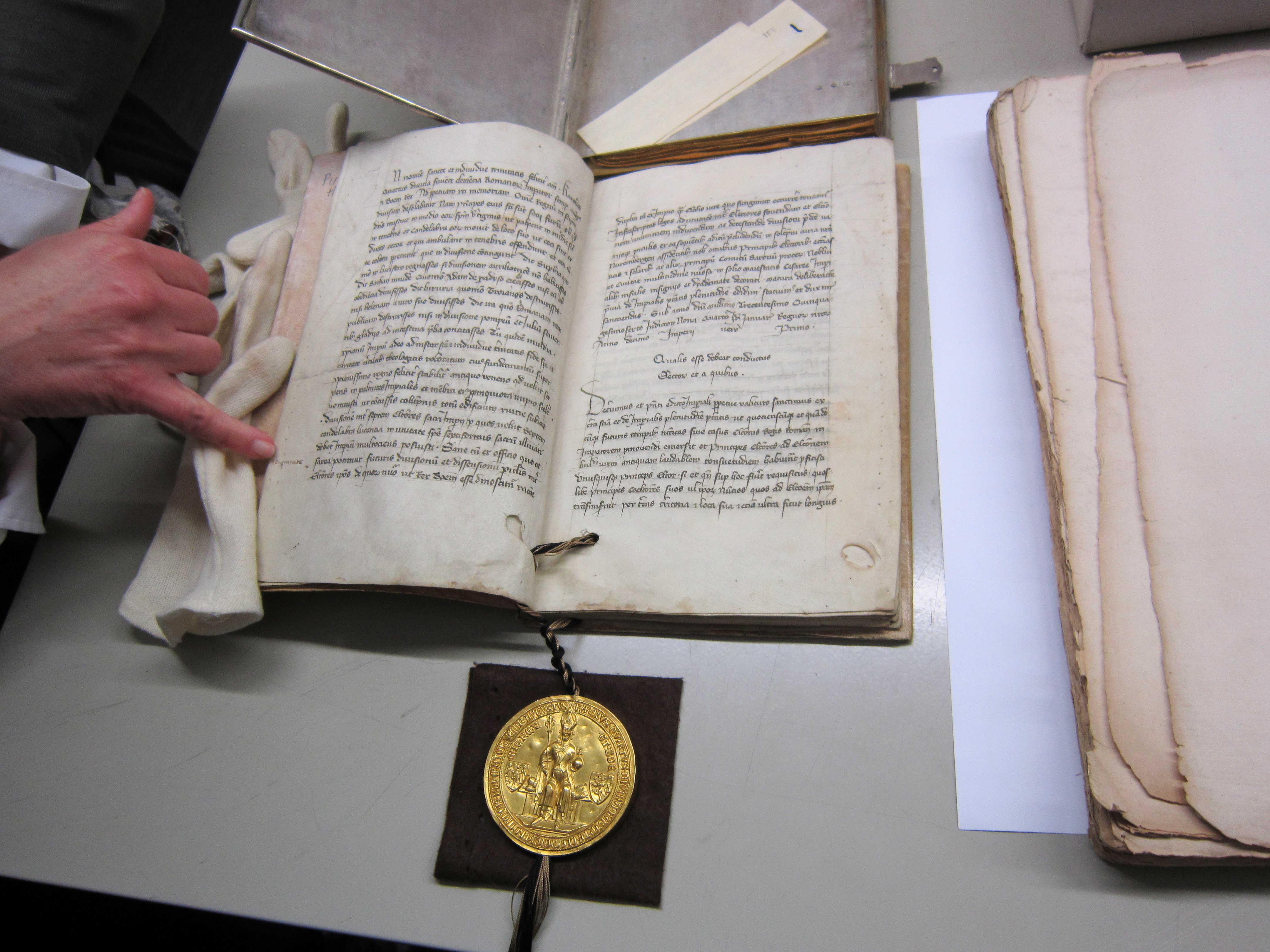
Trierer Exemplar der Goldenen Bulle

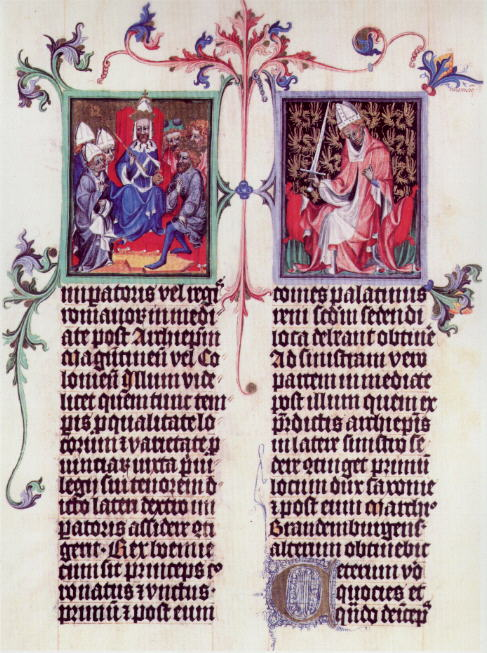
Seite aus einer Handschrift der Goldenen Bulle, die 1400 von König Wenzel in Auftrag gegeben wurde. Links: Der Kaiser in einem blauen Gewand; vom Künstler wurden ihm sechs Kurfürsten beigesellt, da er selbst als König von Böhmen einer der sieben Kurfürsten war. Rechts: Der Kölner Erzbischof als Kurfürst.

Die Goldene Bulle ist ein in Urkundenform verfasstes kaiserliches Gesetzbuch, das von 1356 an das wichtigste der „Grundgesetze“ des Heiligen Römischen Reiches war. Auf 86 Seiten regelte es vor allem die Modalitäten der Wahl und der Krönung der römisch-deutschen Könige und Kaiser durch die Kurfürsten bis zum Ende des Alten Reiches 1806.
Der Name bezieht sich auf die goldgearbeiteten Siegel, die an sechs der sieben Ausfertigungen der Urkunde angehängt waren; er wurde allerdings erst im 15. Jahrhundert gebräuchlich. Sie war aber in den zeitgenössischen Quellen unter allgemeinen Bezeichnungen (lex, constitutio oder edictum) durchaus präsent. Karl IV., in dessen Herrschaftszeit das in lateinischer Sprache abgefasste Gesetzeswerk verkündet wurde, nannte sie unser keiserliches rechtbuch.
Die ersten 23 Kapitel sind bekannt als Nürnberger Gesetzbuch und wurden in Nürnberg erarbeitet und am 10. Januar 1356 auf dem Nürnberger Hoftag verkündet. Die Kapitel 24 bis 31 tragen die Bezeichnung Metzer Gesetzbuch und wurden am 25. Dezember 1356 in Metz, auf dem Metzer Hoftag, verkündet.
Die Goldene Bulle ist das wichtigste Verfassungsdokument des mittelalterlichen Reiches. Im Jahr 2013 wurde sie zum Weltdokumentenerbe erklärt, mit den entsprechenden Verpflichtungen für Deutschland und Österreich.

## Geschichte
Ursprünglich war es nicht die Aufgabe der mittelalterlichen Herrscher, neues Recht im Sinne eines Gesetzgebungsverfahrens zu schaffen. Seit der Zeit der Staufer setzte sich jedoch zunehmend die Auffassung durch, dass der König und zukünftige Kaiser als die Quelle des alten Rechtes anzusehen sei und ihm damit auch eine Gesetzgebungsfunktion zukomme. Dies resultierte aus dem Umstand, dass sich das Reich in die Tradition des antiken römischen Kaisertums stellte (→ Translatio imperii, Restauratio imperii), und aus zunehmendem Einfluss des römischen Rechts auf die Rechtsauffassungen im Reich.
Dementsprechend konnte sich Kaiser Ludwig IV. (1281/1282–1347) unwidersprochen als über dem Gesetz stehend bezeichnen; er sei berechtigt, Recht zu schaffen und Gesetze auszulegen. Karl IV. setzte diese Gesetzgebungskompetenz als selbstverständlich voraus, als er die Goldene Bulle erließ. Dennoch verzichteten die spätmittelalterlichen Kaiser weitestgehend auf dieses Machtinstrument.
Nach der Rückkehr von seinem Italienzug (1354–1356) berief Karl IV. einen Hoftag nach Nürnberg ein. Bei diesem Zug war Karl am 5. April 1355 in Rom zum Kaiser gekrönt worden. Auf dem Hoftag sollten grundlegende Dinge mit den Fürsten des Reiches beraten werden. Karl ging es vor allem darum, die Strukturen des Reiches zu stabilisieren, nachdem es immer wieder Machtkämpfe um die Königswürde gegeben hatte. Solche Unruhen sollten in Zukunft durch eine genaue Regelung der Thronfolge und des Wahlverfahrens ausgeschlossen werden. In diesem Punkt waren Kaiser und Kurfürsten schnell einig. Auch die Absage an ein Mitspracherecht des Papstes bei der deutschen Königswahl wurde weitgehend einvernehmlich beschlossen. In anderen Punkten erkaufte Karl sich die Zustimmung der Fürsten, mehrere Vorhaben zur Stärkung der Zentralmacht des Reiches konnte er jedoch nicht durchsetzen. Im Gegenteil musste er den Fürsten Zugeständnisse an ihre Macht in den Territorien machen und sicherte sich gleichzeitig viele Privilegien in seinem eigenen Herrschaftszentrum Böhmen. Das Ergebnis der Nürnberger Beratungen wurde am 10. Januar 1356 feierlich verkündet. Die Verhandlungen zu Nürnberg fanden vermutlich in dem Privathaus „Zum güldenen Schild“ der Kaufmannsfamilie (Bertold) Haller (heute: Schildgasse 24) statt.
Zu den in Nürnberg präsenten (und in ihren Ämtern bestätigten) Kurfürsten aus der Familie der Wittelsbacher gehören: Ruprecht d. Ä., Pfalzgraf bei Rhein und Herzog von Bayern (Kurfürst 1353–1390), (sein Neffe) Ruprecht d. J. (Kurfürst 1390–1398), Ludwig VI. d. Römer, Markgraf von Brandenburg (1351–1362). Der Rheinpfalzgraf wird sowohl in Willebriefen als auch in der Goldenen Bulle (Kapitel V) ausdrücklich in seiner Eigenschaft als Reichsvikar bestätigt. „Aus Furcht ferngeblieben“ (wie der Chronist Heinricus Surdus de Selbach [gest. 1364] vermerkt) waren Ludwig V., Markgraf von Brandenburg (1324–1351) und Herzog von Bayern (1349–1361) sowie dessen Bruder Stephan II. von Niederbayern, Herzog von Bayern (1349–1375). Sie schlossen zum Jahreswechsel 1355/56 den Vertrag von Ingolstadt, der den status quo ante nach dem Hausvertrag von Pavia bestätigte.
Dieses später als „Goldene Bulle“ bezeichnete Gesetzeswerk wurde auf einem weiteren Hoftag in Metz Ende 1356 erweitert und ergänzt. Dementsprechend werden die beiden Teile auch als Nürnberger bzw. Metzer Gesetzbuch bezeichnet.
Nicht in allen Punkten, die Karl regeln lassen wollte, traf der Hoftag jedoch Entscheidungen. So wurde in der Landfriedensfrage nur wenig entschieden und in Fragen des Münz-, Geleit- und Zollwesens vermochten die rheinischen Kurfürsten eine Entscheidung zu verhindern.

## Inhalt

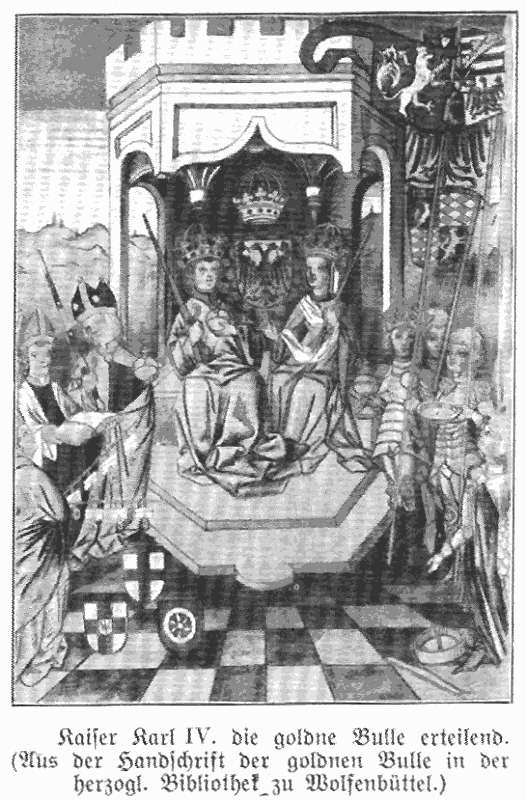
Kaiser Karl IV., die Goldene Bulle erteilend

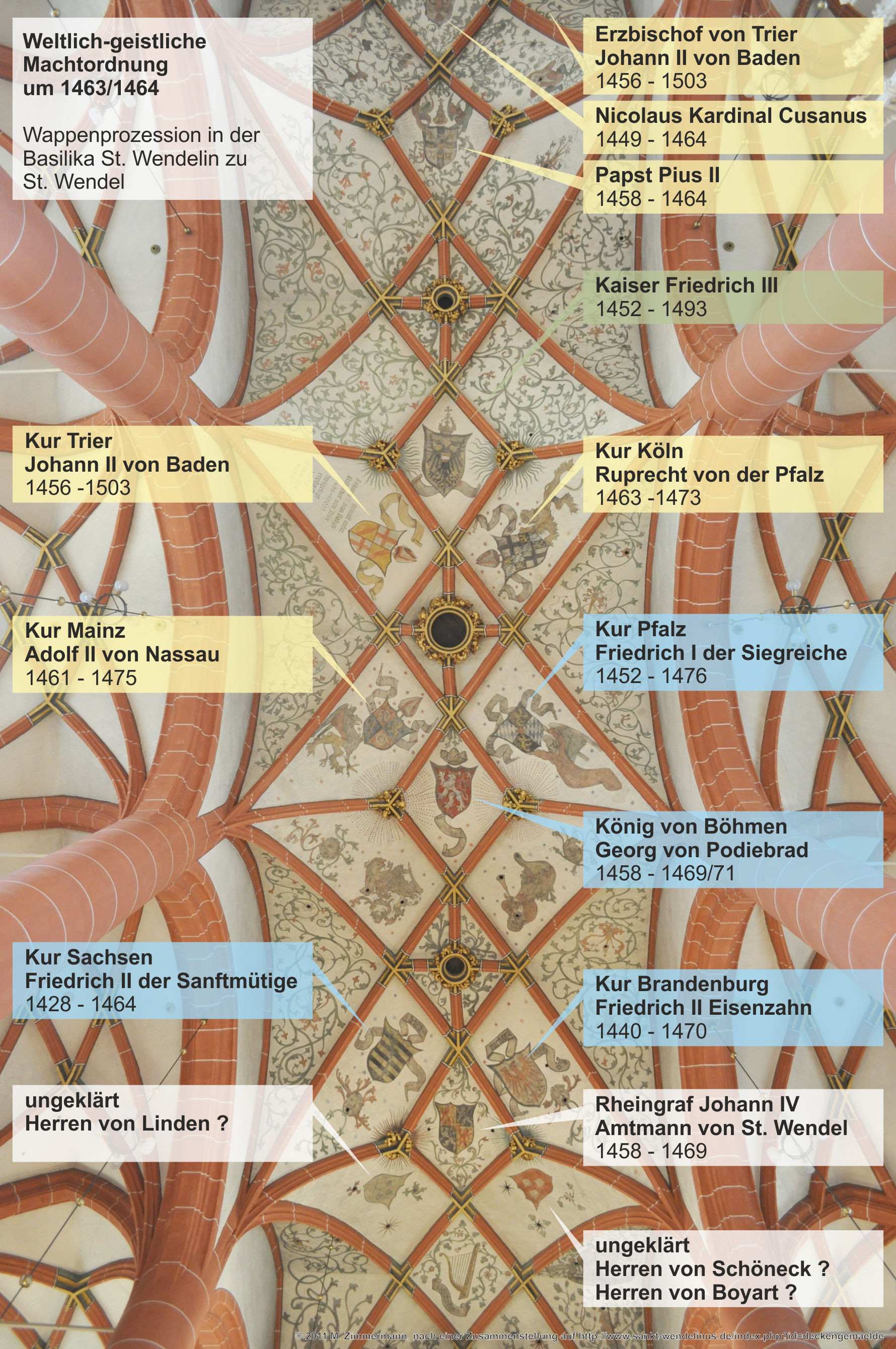
Darstellung des Machtgefüges um 1463/64 in der Basilika St. Wendelin in St. Wendel

Insgesamt gesehen wurde in der Goldenen Bulle in großen Teilen kein neues Recht geschaffen, sondern es wurden jene Verfahren und Grundsätze niedergeschrieben, die sich in den hundert Jahren zuvor bei den Königswahlen herausgebildet hatten.
Sie enthält Bestimmungen zur Wahl, Erbfolge und zu den Reservatrechten der sieben Kurfürsten, das Verbot unrechter Fehde und der Pfalbürger (Ausbürger) sowie (im Metzer Teil) Details zur Ausübung der Erzämter. Hierbei greift sie zum Teil auf ältere Reichsrechte (im Reich 1211/12–1250), auf den „Sachsenspiegel“ von Eike von Repgow sowie (vor allem in Bezug auf das Prinzip der Mehrheitswahl) auf das Kirchenrecht zurück. Die Stilisierung der rhetorischen Elemente geht vermutlich auf die Prager Kanzlei unter dem Hofkanzler Karls Johannes von Neumarkt zurück, wichtige staatstheoretische Grundgedanken (Mehrheitswahl, Überschweigen der päpstlichen Ansprüche auf Nomination und Approbation) stimmen mit den Theorien Leopold III. von Bebenburg (reg. 1353–1363) überein.

### Wahl des Königs und Kaisers
Das „kaiserliche Rechtsbuch“ regelte zum einen ausführlich die Modalitäten der Königswahl. Das Recht hierzu lag alleine bei den Kurfürsten. Der Erzbischof von Mainz hatte als Kanzler für Deutschland binnen 30 Tagen nach dem Tod des Königs die Kurfürsten in Frankfurt am Main zusammenzurufen, um in der Bartholomäuskirche, dem heutigen Dom, den Nachfolger zu küren. Die Kurfürsten hatten einen Eid abzulegen, ihre Entscheidung „ohne jede geheime Absprache, Belohnung oder Entgelt“ zu treffen. Zum andern erhielt der Gewählte alle Rechte nicht nur eines Königs, sondern auch des zukünftigen Kaisers.
Die Stimmabgabe erfolgte nach Rang:
1. Der Erzbischof von Trier als Kanzler für Burgund.
2. Der Erzbischof von Köln als Kanzler für Reichsitalien. Seit Otto dem Großen (936) bis zur Krönung König Ferdinands I. (1531) wurde der König in der Pfalzkirche von Aachen gekrönt. Diese von Karl dem Großen gegründete Kirche lag im Territorium des Kölner Erzbischofs, sodass dieser den König zu krönen hatte.
3. Der König von Böhmen als gekrönter weltlicher Fürst und Erzschenk des Reiches.
4. Der Pfalzgraf bei Rhein. Sein Territorium lag im alten fränkischen Siedlungsgebiet, so wurde er Erztruchsess und bei Abwesenheit des Kaisers von Deutschland war er Reichsverweser in allen Ländern, in denen nicht-sächsisches Recht galt. Der Erztruchsess war auch die Instanz, vor der sich der König bei Rechtsverstößen zu rechtfertigen hatte.
5. Der Herzog von Sachsen als Erzmarschall und Reichsverweser in allen Ländern, in denen sächsisches Recht galt.
6. Der Markgraf von Brandenburg als Erzkämmerer.
7. Der Erzbischof von Mainz hatte als Kanzler für die deutschen Lande den höchsten Rang und stimmte wegen der Möglichkeit des Stichentscheides durch seine Stimme als Letzter ab.

Die Wittelsbacher waren mit zwei Fürsten (Ludwig VI. von Brandenburg, Ruprecht d. Ä. von der Pfalz) im Kurkolleg vertreten, nicht aber die bayerischen Wittelsbacher. Auch die Habsburger gingen leer aus.
Umfassend und auf Dauer wurden die Rechte und Pflichten der Kurfürsten bei der Königswahl besiegelt. Die Königswahl wurde damit auch formell, wie bereits im Kurverein von Rhense erklärt, von der Zustimmung des Papstes gelöst und dem neuen König die vollen Herrschaftsrechte zugestanden. Wesentliche Neuerung der Goldenen Bulle war, dass erstmals überhaupt der König mit den Stimmen der Mehrheit gewählt wurde und nicht auf die Zustimmung aller (Kur-)Fürsten insgesamt angewiesen war. Hierfür musste aber, damit es keinen König erster oder zweiter Klasse geben würde, noch fingiert werden, dass die Minderheit sich der Stimme enthalte und so doch letztlich „alle zugestimmt“ hatten. Ein König konnte auch aus der Reihe der Kurfürsten mit eigener Stimme gewählt werden.
Zwar wurde an der Zeremonie der Krönung zum Kaiser durch den Papst grundsätzlich festgehalten, tatsächlich erfolgte dies aber zuletzt bei Karl V. Schon sein Vorgänger Maximilian I. nannte sich mit Einverständnis des Papstes seit 1508 „Erwählter Römischer Kaiser“. Anstelle der Krönung in Aachen fanden ab 1562, beginnend mit Maximilian II. bis zu Kaiser Franz II. 1792, fast alle Krönungen im Frankfurter Dom nach der Wahl statt.

### Weitere Bestimmungen
Überdies legte die Goldene Bulle eine jährliche Versammlung aller Kurfürsten fest. Dort sollten Beratungen mit dem Kaiser stattfinden. Die Bulle verbot Bündnisse aller Art mit Ausnahme von Landfriedenvereinigungen, ebenso das Pfahlbürgertum (Bürger einer Stadt, die wohl das Stadtrecht besaßen, jedoch außerhalb der Stadt wohnten).
Die Goldene Bulle regelte die Immunität der Kurfürsten sowie die Vererbung dieses Titels. Zudem erhielt ein Kurfürst das Münzrecht, das Zollrecht, das Recht zur Ausübung der unbeschränkten Rechtsprechung sowie die Pflicht, die Juden gegen Zahlung von Schutzgeldern zu beschützen (Judenregal).
Die Gebiete der Kurfürsten wurden zu unteilbaren Territorien erklärt, um zu vermeiden, dass die Kurstimmen geteilt werden könnten oder vermehrt werden müssten, was beinhaltete, dass als Nachfolger in der Kurwürde bei den weltlichen Kurfürsten immer der erstgeborene eheliche Sohn vorgesehen war. Das eigentliche Ziel dieser Bulle war es, Thronfolgefehden sowie die Aufstellung von Gegenkönigen zu verhindern. Dies wurde schließlich erreicht.
Der zweite Teil der Bulle, das „Metzer Gesetzbuch“, behandelte insbesondere protokollarische Fragen, die Steuererhebung sowie die Strafen für Verschwörungen gegen Kurfürsten. Ihm nach sollten die Söhne und Erben der Kurfürsten in der deutschen, lateinischen, italienischen und tschechischen Sprache unterrichtet werden.

## Unmittelbare Wirkungen und langfristige Folgen
Die Goldene Bulle dokumentiert, formalisiert und kodifiziert eine in Jahrhunderten herausgebildete Praxis und Entwicklung hin zur Territorialisierung. Die Etablierung sowohl der weltlichen als auch der geistlichen Landesherrschaften etwa vom 11. bis zum 14. Jahrhundert und parallel dazu der schleichende Machtverlust des Königs im Zuge der Territorialisierung (Vermeidung der Gefahr eines Doppelkönigtums oder Zeiten von Thronvakanz) werden strukturell verfassungsrechtlich festgeschrieben. Norbert Elias spricht bezüglich dieser langfristigen Entwicklung vom Konflikt zwischen „Zentralgewalt“ und den „zentrifugalen Kräften“ im Zuge der Entwicklung vom feudalen Personenverband zum administrativ-verrechtlichten Staat.
Die Privilegien der Kurfürsten, die sich im Laufe der Zeit herausgebildet und quasi gewohnheitsrechtlich verfestigt hatten, teils normativer Natur waren, werden kodifiziert:
- Die Kurfürstenterritorien werden ungeteilt an den Erstgeborenen vererbt.
- Privilegium de non evocando: Untertanen dürfen nur zum kurfürstlichen Gericht geladen werden.
- Privilegium de non appellando: Untertanen dürfen kein anderes Gericht anrufen.
- Regalien fallen an Kurfürsten.

Durch die weitgehende Souveränität der einzelnen Territorien entstand auf dem Gebiet des Heiligen Römischen Reiches kein Zentralstaat wie beispielsweise in England oder Frankreich, der von einem mächtigen monarchischen Hof und damit einem politischen und kulturellen Zentrum aus herrscht. Es gibt keine sprachliche Einheitlichkeit und Normierung, sondern die jeweiligen Territorien behalten ihre Regiolekte und entwickeln sich weitgehend autonom. Die Territorien bauen eigene Universitäten auf, die unabhängig voneinander lehren und eine wichtige Funktion in der Heranziehung von speziellen „Landesbeamten“ haben. Die Territorialisierung schreitet in den folgenden Jahrhunderten fort, im Westfälischen Frieden von 1648 wird die Aufspaltung Deutschlands in weitgehend autonome Territorien besiegelt, die Zentralgewalt verliert noch weiter an Kompetenzen, bis sie im Jahr 1806 auch formal beendet wird.
Bis heute ist Deutschland ein Föderalstaat, in dem die Bundesländer erheblichen politischen Einfluss nehmen.

## Bedeutung
Die Goldene Bulle war, wie die hohe Zahl der Abschriften zeigt, in Spätmittelalter und Frühneuzeit in Fragen des Reichs- und Lehenrechts häufig im Gebrauch. Als zentrales Element der Reichsverfassung blieb sie bis zum Ende des Alten Reichs (1806) in Kraft.

## Siegel

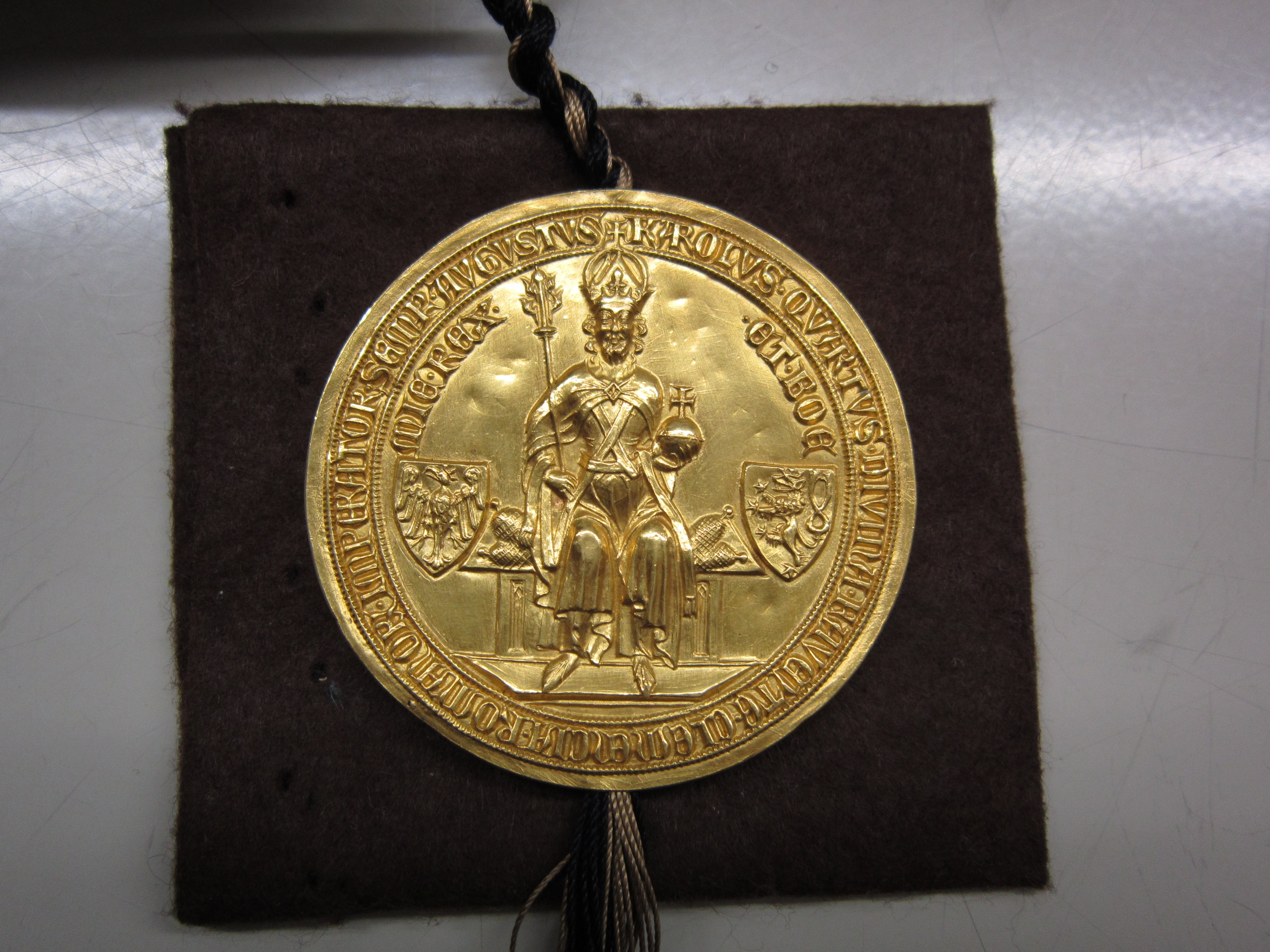
Vorderseite des Siegels mit dem Bildnis des Kaisers

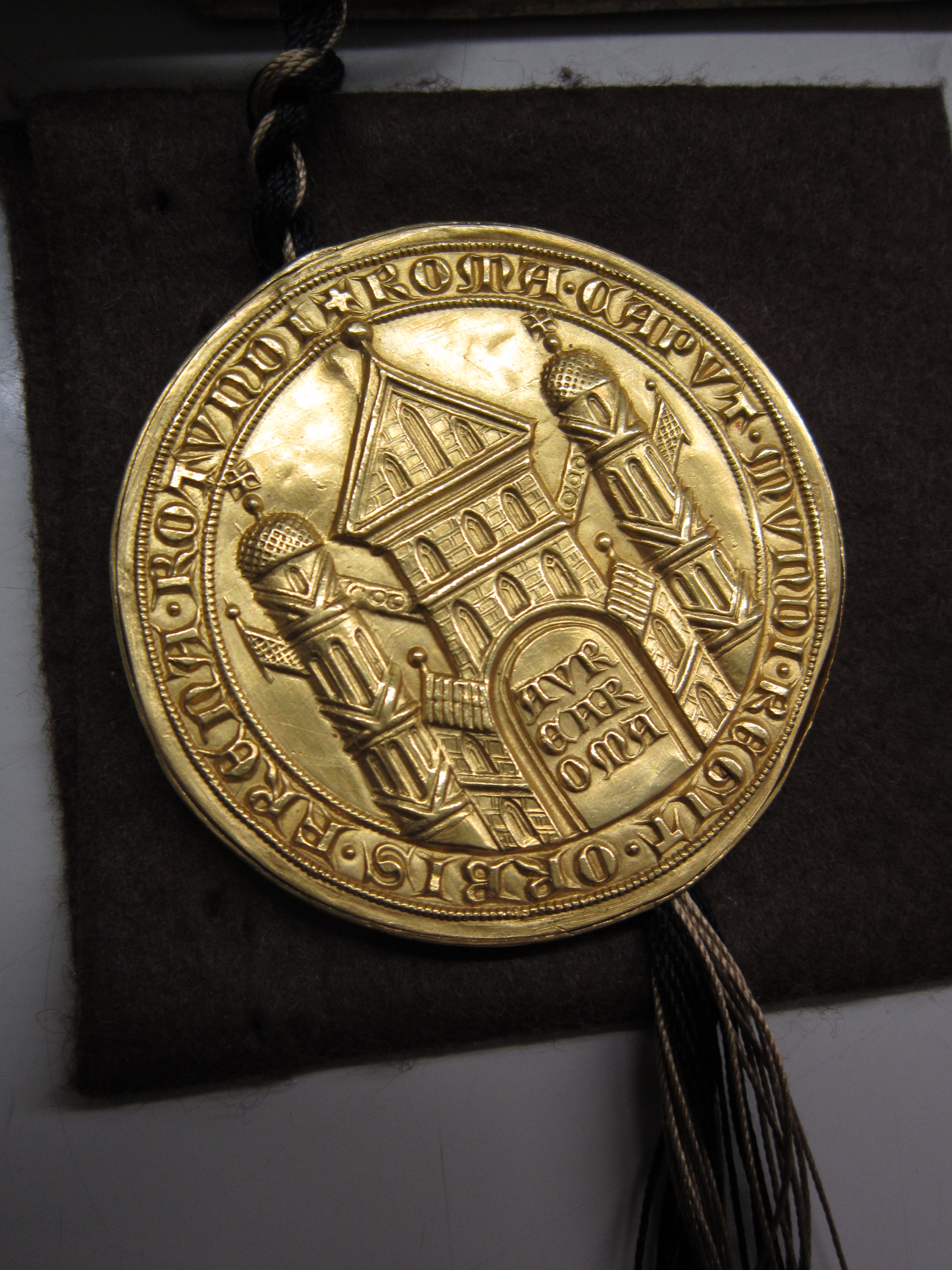
Rückseite des Siegels mit der Darstellung Roms (Rombildsiegel)

Üblicherweise sind Bullen aus Blei gefertigt, nur bei ganz besonderen Anlässen und in geringer Zahl gibt es Bullen aus Gold, die daher eine außerordentliche Bedeutung und Kostbarkeit darstellen. Avers und Revers der etwa 6 cm breiten und 0,552 cm hohen Bullen bestehen aus Goldblech. Der Avers zeigt den thronenden Kaiser mit Reichsapfel und Zepter, flankiert vom (einköpfigen) Reichsadler rechts und vom böhmischen Löwen links. Die Umschrift lautet: + KAROLVS QVARTVS DIVINA FAVENTE CLEMENCIA ROMANOR(UM) IMPERATOR SEMP(ER) AVGVSTVS (Karl IV., Von Gottes Gnaden Römischer Kaiser, zu allen Zeiten Mehrer des Reiches). Im Siegelfeld steht: ET BOEMIE REX (und König von Böhmen). Der Revers zeigt ein stilisiertes Bild der Stadt Rom, auf dem Portal steht: AVREA ROMA (Goldenes Rom). Die Umschrift lautet: + ROMA CAPVT MVNDI, REGIT ORBIS FRENA ROTVNDI (Rom, das Haupt der Welt, lenkt die Zügel des Erdkreises).

## Ausfertigungen und deren Verbleib
Von der Goldenen Bulle sind heute sieben Ausfertigungen erhalten. Es gibt keine Hinweise, dass es darüber hinaus noch weitere Exemplare gegeben hat. Alle Ausfertigungen bestehen aus zwei Teilen: dem ersten, bestehend aus den am Nürnberger Reichstag beschlossenen Kapiteln 1–23, und dem zweiten mit den Metzer Gesetzen in den Kapiteln 24–31. Aufgrund des Umfanges haben die Ausfertigungen nicht das Aussehen von Urkunden, sondern es handelt sich um gebundene Libelle. Bemerkenswert ist, dass der sächsische und der brandenburgische Kurfürst, wohl aus Geldmangel, auf eine eigene Ausfertigung verzichtet haben.
Das Böhmische Exemplar befindet sich heute im Österreichischen Staatsarchiv in Wien, Abteilung Haus-, Hof- und Staatsarchiv. Es stammt aus der kaiserlichen Kanzlei, wobei nur der erste Teil eine besiegelte Ausfertigung mit Goldbulle ist, der zweite Teil ist eine nicht besiegelte Abschrift eines früheren zweiten Teils des böhmischen Exemplars, der aber wohl nur ein Konzept war. Schon zwischen 1366 und 1378 wurde die Abschrift mit dem ersten Teil zusammengebunden.
Auch das Mainzer Exemplar befindet sich im Österreichischen Staatsarchiv in Wien, Abteilung Haus-, Hof- und Staatsarchiv. Es stammt aus der kaiserlichen Kanzlei. Das goldene Siegel und die Siegelschnur sind nicht mehr vorhanden.
Das Kölner Exemplar befindet sich in der Universitäts- und Landesbibliothek Darmstadt. Der Schreiber ist unbekannt, vielleicht handelte es sich um einen Lohnschreiber.
Das Pfälzische Exemplar, das ebenfalls aus der kaiserlichen Kanzlei stammt, befindet sich heute im Bayerischen Hauptstaatsarchiv. Das Siegel liegt der Urkunde bei, ist aber nicht mehr verbunden.
Das Trierer Exemplar, das ebenfalls aus der kaiserlichen Kanzlei stammt, liegt heute im Hauptstaatsarchiv Stuttgart.
Das Frankfurter Exemplar ist eine Abschrift des ursprünglichen böhmischen Exemplars, der zweite Teil hat also die gleiche Vorlage wie der zweite Teil des heutigen böhmischen Exemplars. Es befindet sich heute im Institut für Stadtgeschichte im Karmeliterkloster, dem früheren Frankfurter Stadtarchiv. Es handelt sich um eine Abschrift auf Kosten der Stadt, da diese, im Zusammenhang mit den ihr zugesicherten Rechten bei der Königswahl und beim ersten Reichstag, ein Interesse an einem vollständigen Exemplar hatte. Obwohl sie dem Charakter nach eine Abschrift ist, hatte sie den gleichen rechtlichen Status wie die anderen Exemplare.
Von allen Exemplaren der Goldenen Bulle erlangte das Frankfurter die größte Bekanntheit, obwohl es erst zehn Jahre nach Entstehung des Textes ausgestellt wurde. Es galt als das „Reichsexemplar“, weil es am Wahlort verblieb und bei jeder Wahl eingesehen werden konnte.
Das Nürnberger Exemplar, das im Staatsarchiv Nürnberg verwahrt wird, ist nur mit einem Wachs- und nicht mit einem Goldsiegel besiegelt. Es ist eine Abschrift des heutigen böhmischen Exemplars und ist zwischen 1366 und 1378 entstanden.
Neben diesen sieben Originalen gibt es zahlreiche Abschriften (auch in deutscher Sprache) und später auch Drucke, die jeweils auf eine dieser Vorlagen zurückgehen. Besonders hervorzuheben ist die aus dem Jahr 1400 stammende Prunkhandschrift König Wenzels (siehe Bild oben), die sich heute in der Österreichischen Nationalbibliothek befindet.

## Abschriften
Es konnten 174 Abschriften der Goldenen Bulle aus dem späten Mittelalter und mindestens zwanzig weitere Textzeugen aus der Neuzeit ausfindig gemacht werden, die die Zahl der in der jüngsten Ausgabe benannten Kopien um mehr als ein Viertel erhöhen. Die meisten lateinischen Abschriften folgen der böhmischen Ausfertigung der Goldenen Bulle. Die anderen folgen zum überwiegenden Teil der pfälzischen Version; nur wenige Stücke sind der Mainzer oder der Kölner und nur ganz vereinzelte Abschriften der Trierer Fassung zuzuweisen. Hintergrund hierfür ist erstens die römisch-deutsche Königs- bzw. Kaiserwürde der Luxemburger sowie der Habsburger; zweitens die langjährigen Ansprüche der entgegen dem inner-wittelsbachischen Hausvertrag von Pavia übergangenen bayerischen Wittelsbacher auf die Kurwürde; und drittens die Tatsache, dass die Ausfertigungen für Frankfurt und Nürnberg diplomatische Abschriften der böhmischen Fassung darstellen und damit mittelbar zu ihrer weiteren Verbreitung beigetragen haben. Die Kopien kommen aus den Rheinlanden, dem Südwesten, Franken und der späteren Schweiz, aus dem wittelbachischen und dem habsburgischen Süden sowie dem böhmischen Südosten, außerdem aus der Markgrafschaft Brandenburg, Preußen und Livland sowie Städten in Sachsen, Thüringen und Westfalen. Weitere Duplikate kommen aus der Kanzlei der französischen Könige, aus dem Königreich Norwegen und der Markgrafschaft Mähren, aus der Venedig und von der römischen Kurie.
Die meisten Abschriften entstanden zwischen 1435 und 1475. Die ersten lateinischen Duplikate wurden noch im ausgehenden 14. Jahrhundert in den Kanzleien der Kurfürsten von Köln, Mainz und Böhmen sowie der Burggrafen von Nürnberg angefertigt. Die bekannte Prachtausgabe für König Wenzel IV. von Böhmen wurde kurz nach 1400 angelegt. Ihr folgen im 15. Jahrhundert Kopien für den Herzog von Brabant, den Pfalzgrafen bei Rhein, den Erzbischof von Trier und den habsburgischen Kaiser. Man kann außerdem mit Duplikaten für die bayerischen Wittelsbacher, die Herzöge von Braunschweig-Lüneburg, die Hochmeister des Deutschen Ordens und die sächsischen Wettiner rechnen. Weitere Rezipienten lateinischer Ausgaben waren hohe Kleriker wie die Bischöfe von Eichstätt und Straßburg oder auch prominente Mitglieder der römischen Kurie. Auch der Niederklerus und das Patriziat finden sich als Nutzer lateinischer Sammlungen.
Dabei kursierten neben der lateinischen Fassung nach 1370 auch bald Übertragungen ins Deutsche.
Zweisprachige Exemplare gab es vor allem am Mittel- und Oberrhein, aber auch in Franken. Alle französischen Versionen stammen aus der Reichsstadt Metz. Sie sind erst seit dem Ausgang des 15. Jahrhunderts nachweisbar. Wesentlich jünger ist die einzige spanische Übersetzung, welche ins 18. Jahrhundert gehört. Aus dem Druckzeitalter stammen Übertragungen ins Niederländische und Italienische. Eine tschechische Übersetzung existiert wohl deshalb nicht, weil es schon im 15. Jahrhundert in Böhmen keinen Bedarf mehr gab.
Die Universitätsbibliothek Tübingen besitzt eine deutsche Übersetzung der „Goldenen Bulle“ in schwäbischer Mundart aus dem 15. Jahrhundert (die Niederschrift der Handschrift erfolgte zwischen 1446 und 1552). Sie befand sich ursprünglich in der Klosterbibliothek Zwiefalten.

## Drucke

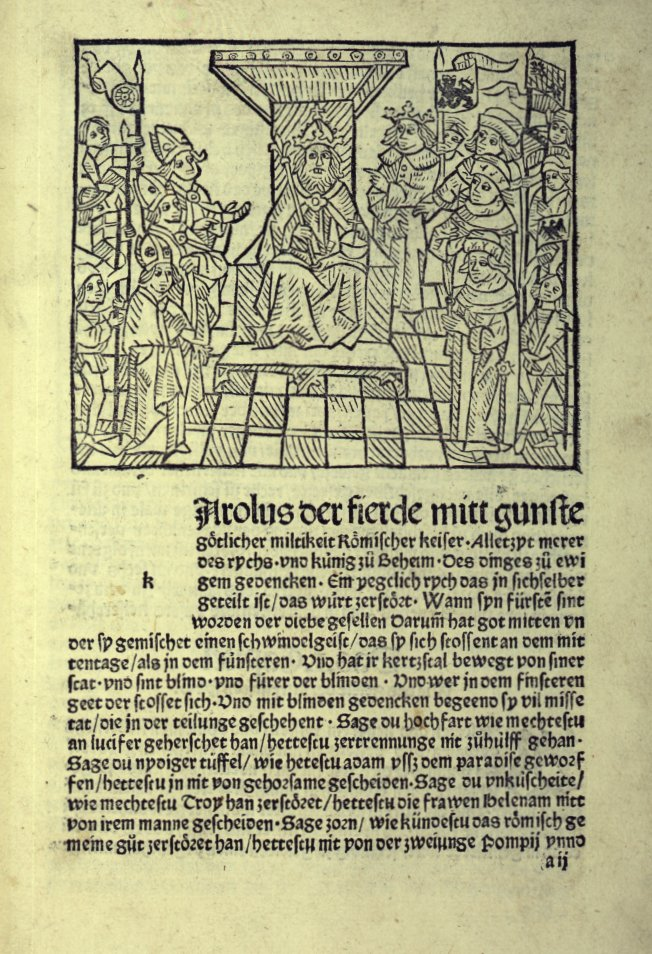
Druck ((Inkunabel)) der Goldenen Bulle, Ende 15. Jh.

Der erste illustrierte deutsche Druck der Goldenen Bulle in deutscher Übersetzung erschien 1485 im Vorfeld der Frankfurter Königswahl Maximilians I. 1486. Darin sind auf Holzschnitten die Kaisermacher abgebildet, wie sie ihre Treueverpflichtungen gegenüber einem künftigen Kaiser erfüllen.

## Rezeption
Es lassen sich insgesamt fünf Phasen der Rezeption unterscheiden. In der Regierungszeit Karls IV. standen Reich und Territorien im Vordergrund der Deutung. Die Goldene Bulle wurde vornehmlich als Privilegiensammlung oder auch als Gesamtprivileg aufgefasst. Bestimmungen zur Fehde und zur Immunität der Kurlande gerieten dabei in das Kreuzfeuer der Kritik. Während des Großen Abendländischen Schismas wurde die Goldene Bulle meistens als Kaisererlass gedeutet. Man legte den Text nun in Hinblick auf die Königswahl in Frankfurt aus, welche wie eine Kaisererhebung ohne Berücksichtigung der päpstlichen Approbationsansprüche verstanden wurde. Die konkurrierenden Herrschaftsansprüche der Könige Wenzel und Ruprecht stellten hierfür den aktuellen politischen Hintergrund dar. Unter Ruprecht wurden neben dem Kaiser auch die Kurfürsten in den Blick genommen, fasste man doch die Goldene Bulle wie ein Weistum der Kurfürsten auf. Dieses entsprach deren gestiegenem Anteil am Reichsgeschehen. In der Regierungszeit Sigismunds rückte die Goldene Bulle als Reichsgesetz in das Zentrum des Interesses. Die Quaternionen stellten spätestens seit dem Konzil von Konstanz alle Stände als vollwertige Glieder des Reiches dar und modifizierten damit den Dualismus von Kaiser und Kurfürsten. Man verstand den Kaiser in dieser Phase vornehmlich als höchsten Richter, Friedensstifter, Vogt der Kirche und Schützer des Rechts. Zeithistorischer Hintergrund hierfür war die Kirchen- und Reichsreform.
Nach der Wahl Friedrichs III. wurde die Goldene Bulle immer mehr zum Synonym für das kaiserliche Recht, doch gewann auch die Kaiserkrönung für die Habsburger wieder an Stellenwert. Die Kur in Frankfurt, welche die neuzeitliche Betrachtung der Goldenen Bulle maßgeblich prägen sollte, und das gegenseitige Verhältnis der beiden Universalgewalten, an dem sich vor allem die protestantische Debatte über die Goldene Bulle entzündete, wurden erstmals sogar zum Gegenstand der universitären Lehre. Das Kanonische Recht und das Römische Recht gingen dabei ganz neue Verbindungen ein, für die die Goldene Bulle einen wesentlichen Knotenpunkt darstellte.
Im 19. Jahrhundert beurteilten Historiker die Goldene Bulle abschätzig, da sie durch Stärkung der Macht der Territorialfürsten eine Einigung des Reiches verhindert habe. Aber Voraussetzungen einer Reichseinigung gab es kaum, für einen zentral regierten Staat war das Reich viel zu groß.

### Gedenken
Zum 650-jährigen Jubiläum der Goldenen Bulle brachte die Deutsche Post am 2. Januar 2006 eine Briefmarke im Wert von 1,45 Euro heraus. Zum gleichen Anlass fand 2006/07 die Ausstellung Die Kaisermacher in Frankfurt am Main statt. 2012 wurde eine österreichische Sonderpostmarke aufgelegt, die nur das Siegel, nun vor dem Hintergrund der bayerischen Wecken und dem österreichischen Bindenschild, zeigt.
Die UNESCO hat die „Goldene Bulle“ auf Antrag des österreichischen Nationalkomitees als deutsch-österreichische Gemeinschaftsnominierung in das Register „Memory of the World“ aufgenommen. Über die Aufnahme wurde am 18. Juni 2013 bei einer Konferenz in der südkoreanischen Stadt Gwangju entschieden.

## Übersetzungen und Ausgaben
- Wolfgang D. Fritz (Bearb.): Die Goldene Bulle Kaiser Karls IV. vom Jahre 1356 (= Monumenta Germaniae Historica, Fontes iuris Germanici in usum scholarum separatim editi. Band 11). Böhlau, Weimar 1972.
- Die Goldene Bulle. Nach König Wenzels Prachthandschrift. Mit der deutschen Übersetzung von Konrad Müller und einem Nachwort von Ferdinand Seibt. Harenberg, Dortmund (= Die bibliophilen Taschenbücher. Band 84). ISBN 978-3-921846-84-1
- Arno Buschmann (Hrsg.): Kaiser und Reich. München 1984, S. 108 ff. (deutsche Übersetzung).
- Karl Zeumer: Die Goldene Bulle Karls IV. Erster Teil: Entstehung und Bedeutung der Goldenen Bulle. Zweiter Teil: Text der Goldenen Bulle und Urkunden zu ihrer Geschichte und Erläuterung. Weimar 1908. (Im Volltext bei Wikisource Teil 1, Teil 2)
- Die Goldene Bulle. In: Lorenz Weinrich (Hrsg.): Quellen zur Verfassungsgeschichte des Römisch-Deutschen Reiches im Spätmittelalter (1250–1500). (= Ausgewählte Quellen zur deutschen Geschichte des Mittelalters. Freiherr-vom-Stein-Gedächtnisausgabe. Band 33). Wissenschaftliche Buchgesellschaft, Darmstadt 1983, ISBN 3-534-06863-7, S. 314–393 (lateinische Edition mit deutscher Übersetzung).
- Moderne deutsche Übersetzung nach der Übersetzung aus dem Teutschen Reichs-Archiv 1713, welche angehängt ist.

## Dokumentation
- Momente der Geschichte: die Goldene Bulle Online, zdf.de, 1. Januar 2016
- Uli Jürgens: Die Goldene Bulle; Dokumente, die die Welt bewegen, 2016[22][23][24] youtube.com verfügbar bis zum 17. Juni 2022